# Gironcourt-sur-Vraine
Gironcourt-sur-Vraine is een gemeente in het Franse departement Vosges (regio Grand Est) en telt 931 inwoners (1999). De plaats maakt deel uit van het arrondissement Neufchâteau.

## Geografie
De oppervlakte van Gironcourt-sur-Vraine bedraagt 7,5 km², de bevolkingsdichtheid is 124,1 inwoners per km².
De onderstaande kaart toont de ligging van Gironcourt-sur-Vraine met de belangrijkste infrastructuur en aangrenzende gemeenten.

## Demografie
Onderstaande figuur toont het verloop van het inwonertal (bron: INSEE-tellingen).